# 丁義澈
鄭義哲（韓語：정의철，1985年4月19日—），韓國男演員、模特兒。

## 演出作品

### 電視劇
- 2005年：SBS《餅乾老師星星糖》飾演 崔昌一
- 2005年：MBC《彩虹羅曼史》飾演 義澈
- 2009年：KBS《流星花園》飾演 李民河／李齊賀
- 2012年：tvN《閉嘴！花美男樂團》飾演 劉勝勳

### 電影
- 2006年：《暴風的山岡》
- 2008年：《野獸男孩（朝鲜语：비스티 보이즈 (영화)）》
- 2008年：《浪漫島嶼（朝鲜语：로맨틱 아일랜드）》
- 2008年：《我的Do Re Mi男孩（朝鲜语：도레미파솔라시도）》飾演 姜熙元
- 2009年：《比天堂更近的美麗》
- 2009年：《情慾五感圖》

### MV
- 2006年：BUZZ《My Love》
- 2006年：BUZZ《不懂男人》
- 2010年：BUZZ《Buzzing Rock》（與羅惠美）

## 綜藝節目
- 2017年：tvN《Buzzer Beater》

## 外部連結
- CYworld Personal Page （页面存档备份，存于）
- Profile (Nate)
- 丁義澈的X（前Twitter）
- 丁義澈的Instagram帳戶